# Sint-Bavokerk (Zellik)

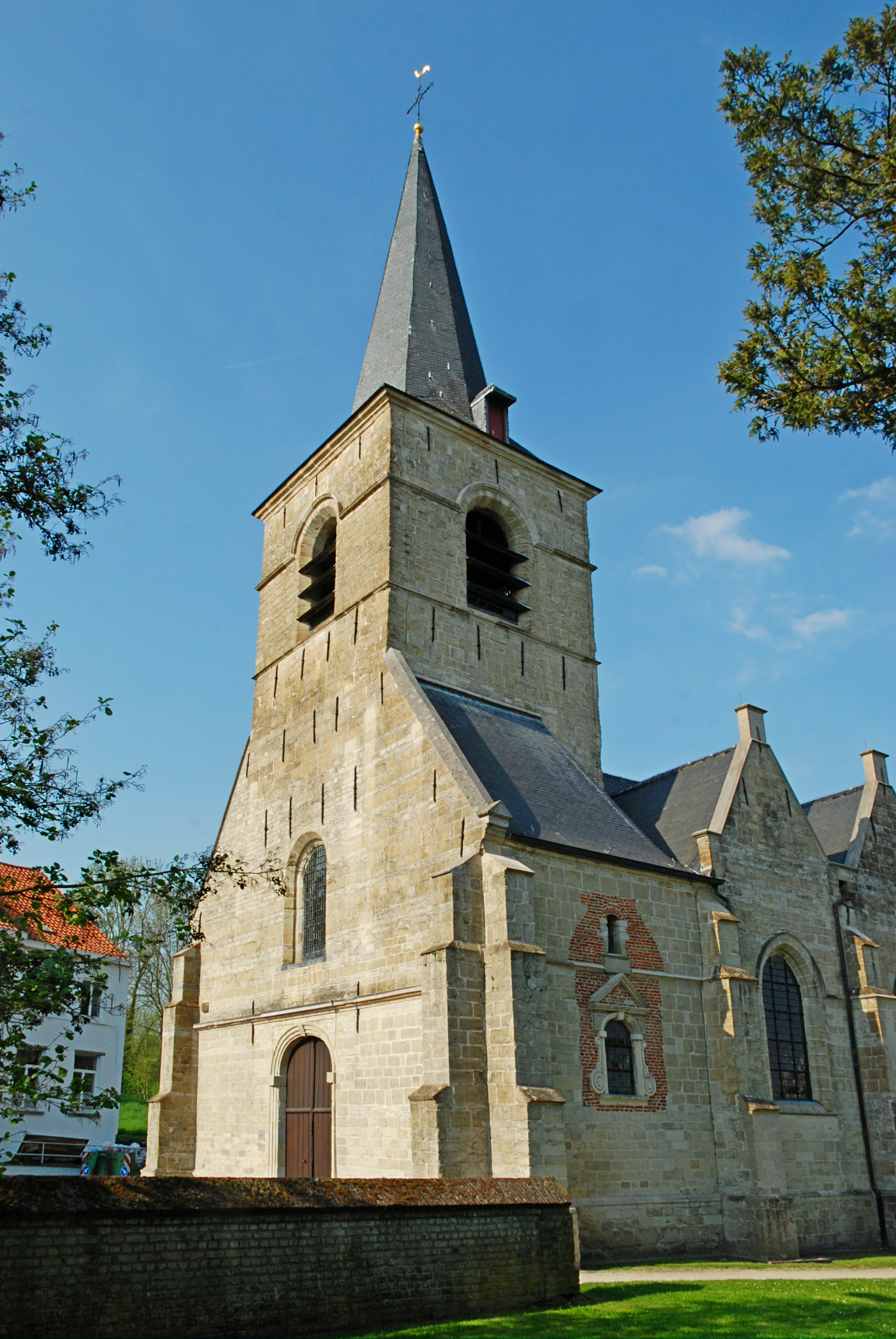
Sint-Bavokerk

De Sint-Bavokerk is de parochiekerk van de tot de Vlaams-Brabantse gemeente Asse behorende plaats Zellik, gelegen aan de Kerklaan.

## Geschiedenis
In het jaar 974 zou er al sprake zijn van een houten kerkje dat werd gesticht door de Sint-Baafsabdij te Gent. In 1431 brandde dit kerkje af. Een nieuwe, stenen, kerk werd gebouwd die echter tijdens de godsdiensttwisten eind 16e eeuw zwaar werd beschadigd. In 1648 werd deze kerk gesloopt waarbij de onderbouw van de toren bleef gespaard. Een nieuwe kerk kwam tot stand in 1659-1662. In 1783 werd de voorgevel en ook de basis van de toren ingrijpend verbouwd. In 1835 kwam een nieuw gewelf in de kerk en in 1839 werd een nieuw koor aangebouwd.
Het omringende kerkhof werd in 1937 opgeheven.

## Gebouw
Het betreft een driebeukige hallenkerk in laatgotische stijl en opgetrokken uit zandsteen. Het koor is driezijdig afgesloten. De ingebouwde toren heeft vier geledingen. In 1683 werd het gotische venster in de doopkapel vervangen door een renaissancevenster dat het chronogram bevat:
aVe eLeCta DeI Mater aeternI regIs porta nobIs patens esto dat het getal 1659 oplevert, het jaar waarin de bouw van de kerk begon.

## Interieur
Een schilderij Jezus aan het kruis is 18e-eeuws. Van een kruisbeeld is het corpus 15e-eeuws. Het portiekaltaar is van 1839. Het koorgestoelte, van begin 17e eeuw, is gedeeltelijk ontmanteld. De biechtstoelen zijn van 1625. Het orgel, van 1916, werd gebouwd door Pierre-Salomon Van Bever.